# ال‌جی کمیکال
ال‌جی کمیکال (به انگلیسی: LG Chemical) شرکت صنایع شیمیایی کره‌ای است، که بزرگترین تولیدکننده محصولات شیمیایی کره جنوبی به‌شمار می‌آید.
شرکت ال‌جی کمیکال در سال ۱۹۴۷ تأسیس شد و هم‌اکنون با مالکیت ۸ کارخانه تولیدی، در رتبه ۱۵ از بزرگترین شرکت‌های شیمیایی جهان قرار دارد.
دفتر مرکزی این شرکت در شهر سئول قرار دارد و بخشی از سهام آن در بازار بورس کره معامله می‌شود. بزرگترین سهام‌دار ال‌جی کمیکال، ال‌جی کرپوریشن است.